# Boys Love
Boys Love (ボーイズ ラブ?, Bōizu Rabu) è un film del 2006 diretto da Kotaro Terauchi.

## Trama
Svolgendo il suo lavoro di editore di una popolare rivista culturale, Taishin giunge ad intervistare il famoso modello Noeru. Nonostante il non certo benevolo atteggiamento che quest'ultimo dimostra aver nei suoi confronti, una certa trama disegnata dal destino (la comune passione per la pittura) conduce ed invoglia Taishin ad invitarlo a cena fuori, in un locale alla moda: si mettono d'accordo per quella sera stessa. Nel bagno del ristorante accade che Noeru "aggredisca sessualmente" Taishin e che questi dopo un primo momento di sbigottimento lo rifiuti un po' infastidito e anche spaventato.
La mattina seguente, l'agenzia per cui lavora Noeru telefona agli uffici di Taishin affermando che l'editore s'è comportato in maniera davvero molto maleducata la sera prima, e che pertanto è suo preciso dovere recarsi all'abitazione di Noeru per porgergli le proprie dovute scuse. Taishin si dirige un po' di malavoglia (ma anche incuriosito) all'appuntamento; la porta gli viene aperta e si ritrova davanti la scena di un uomo in mutande in piedi davanti a Noeru sdraiato nudo sul letto disfatto.
Taishin rimane indignato e scandalizzato; ma proprio a partir da quel momento capisce e si rende perfettamente conto che il suo interesse va ben al di là della mera attrazione fisica. Vuole difatti davvero cercar di conoscere qualcosa di più su questo ragazzo così sfacciato e spudorato ma anche dallo sguardo tanto triste.

## Sequel
Nel 2007 il regista ne ha girato un sequel del film intitolato Boys Love gekijouban.

## Manga
Il film, insieme al suo sequel, è stato trasposto in un manga creato da Kaim Tachibana e anch'esso intitolato Boys Love.